# Censo egipcio de 1996
El Censo de Población de Egipto de 1996 (o más conocido también como Censo de 1996) fue un censo de población que se realizó en Egipto el 19 de noviembre de 1996, día que fue declarado feriado a nivel nacional. Este censo fue realizado por la Agencia Central de Movilización Pública y Estadísticas (CAPMAS). Históricamente, este fue el décimo segundo censo de población en toda la Historia de Egipto.
El censo del año 1996, logró demostrar que en Egipto vivían alrededor de 59 276 672 personas. Con respecto al anterior censo de 1986, la población egipcia había crecido en un 22,8 %.

## Resultados
| Resultados del censo egipcio de 1996                                         | Resultados del censo egipcio de 1996 | Resultados del censo egipcio de 1996 |
| Puesto                                                                       | Gobernación                          | Habitantes                           |
| ---------------------------------------------------------------------------- | ------------------------------------ | ------------------------------------ |
| 1°                                                                           | El Cairo                             | 6 800 991                            |
| 2°                                                                           | Guiza                                | 4 784 095                            |
| 3°                                                                           | Oriental                             | 4 281 068                            |
| 4°                                                                           | Dacalia                              | 4 223 338                            |
| 5°                                                                           | Behera                               | 3 994 297                            |
| 6°                                                                           | Occidental                           | 3 404 339                            |
| 7°                                                                           | Alejandría                           | 3 339 076                            |
| 8°                                                                           | Menia                                | 3 310 129                            |
| 9°                                                                           | Caliubia                             | 3 281 135                            |
| 10°                                                                          | Suhag                                | 3 123 114                            |
| 11°                                                                          | Asiut                                | 2 802 334                            |
| 12°                                                                          | Menufia                              | 2 760 429                            |
| 13°                                                                          | Kafr el Sheij                        | 2 223 383                            |
| 14°                                                                          | Quena                                | 2 027 603                            |
| 15°                                                                          | Fayún                                | 1 989 772                            |
| 16°                                                                          | Beni Suef                            | 1 859 213                            |
| 17°                                                                          | Asuán                                | 960 510                              |
| 18°                                                                          | Damieta                              | 913 555                              |
| 19°                                                                          | Luxor                                | 775 551                              |
| 20°                                                                          | Ismailia                             | 714 828                              |
| 21°                                                                          | Puerto Saíd                          | 472 331                              |
| 22°                                                                          | Suez                                 | 417 526                              |
| 23°                                                                          | Sinaí del Norte                      | 252 160                              |
| 24°                                                                          | Matrú                                | 212 001                              |
| 25°                                                                          | Mar Rojo                             | 157 314                              |
| 26°                                                                          | Nuevo Valle                          | 141 774                              |
| 27°                                                                          | Sinaí del Sur                        | 54 806                               |
| TOTAL                                                                        | Egipto                               | 59 276 672                           |
| Fuente: Agencia Central de Movilización Pública y Estadísticas CAPMAS (1996) |                                      |                                      |